# The Petersens
The Petersens is een Amerikaanse bluegrass-familieband uit Branson (Missouri). De groep heeft een grote aanhang op sociale media. Sinds de oprichting van de groep verschijnen ze regelmatig in countrymuziek- en bluegrass-televisiespecials.

## Geschiedenis
Omdat Jon Petersen eerst als piloot en later als arts bij de Amerikaanse Luchtmacht werkte, verhuisden hij en zijn gezin vaak. Jon speelde thuis vaak piano en saxofoon, en Karen trompet. Toen de kinderen wat ouder werden en ieder hun eigen bezigheden kregen, zocht Jon iets dat ze samen konden doen. Karen was opgegroeid met bluegrassmuziek, en toen ze in 2003 op het Gettysburg Bluegrass Festival verschillende familiebands zagen besloten ze om ook een familiebluegrassband te beginnen. Hun eerste optreden was in 2005 in de First Christian Church in Karens geboorteplaats Mountain Grove.
Toen Jon in 2007 als luitenant-kolonel na 23 jaar de luchtmacht verliet vestigde het gezin zich in Branson (Missouri), waar Karen familie had en Jon als zelfstandig medisch specialist kon gaan werken. Al snel werden ze gevraagd op regelmatige basis op te treden in Silver Dollar City, een pretpark vlak bij Branson.
Oorspronkelijk bestond de band uit de zussen Katie (1990) op viool en Ellen (1992) op banjo, hun broer Matt (1994) op staande bas, hun moeder Karen (1959) op mandoline en hun vader Jon (1958) op gitaar. Af en toe zong en ‘buckdanste’ de jongste zus Julianne (2001) mee.
In 2015 werd de band het fulltime beroep van de gezinsleden, en nam Julianne de mandoline over, Matt de gitaar en stapte Karen over op de bas. Jon had naast de band zijn werk en deed minder vaak mee.

Alle bandleden zingen en de meesten bespelen meerdere instrumenten: Katie speelt viool, piano en ukelele, Matt gitaar en staande bas, Julianne mandoline, viool en piano, Karen Staande bas, mandoline, trompet en piano en Jon staande bas, piano, saxofoon, gitaar en keytar.
Eerst speelde de groep vooral in kerken, cafés en festivals in de regio. In 2010 won de band de CAM Gospel Sing-Off op de Sight & Sound Theatre in Branson, waarna de band regelmatig ging optreden in het Little Opry Theatre in het IMAX Entertainment Complex in Branson.
In 2015 kreeg de band landelijke aandacht in de Verenigde Staten toen Ellen Petersen meedeed aan het veertiende seizoen van het televisieprogramma American Idol. De YouTube-video van haar auditie werd meer dan 2,8 miljoen keer bekeken (mrt. 2023).
In 2017 kwam dobro-speler Emmett Franz (1986) bij de band.
In 2018 werden The Petersens vierde bij de International Bluegrass Music competitie in Nashville.

## Repertoire
The Petersens is een bluegrassband, die ook country-, folk-, americana-, gospel- en christelijke muziek (CCM) speelt, meestal in bluegrass-stijl. De band gebuikt hoofdzakelijk akoestische instrumenten.
De band covert regelmatig nummers van andere artiesten in akoestische ‘bluegrass’-stijl, zoals Dolly Partons "Jolene", dat al meer dan 21 miljoen keer (mrt. 2023) bekeken werd op YouTube en John Denvers "Take Me Home, Country Roads", die in slechts twaalf maanden 20 miljoen keer werd bekeken, en inmiddels (mrt. 2023) meer dan 36 miljoen keer.
Katie Petersen componeert ook eigen nummers voor de groep, zoals "Daddy’s Got a Gun" en "The Ring Song". Het populairste eigen nummer is "California".
Af-en-toe treden The Petersens op met andere artiesten, zoals Reina del Cid, de Ierse zanger Ger O’Donnell en The Chapmans.

## Live-optredens
The Petersens treden voor publiek op door de gehele continentale Verenigde Staten en in Canada. Daarnaast zijn ze viermaal op tournee geweest in Ierland, en eenmaal in Finland (eind 2019). Veel van hun live-optredens worden gepubliceerd op social media platforms.

## Sociale media
The Petersens zijn zeer actief op social media. In 2014 publiceerden The Petersens hun eerste video op hun eigen YouTube-kanaal. Inmiddels heeft hun YouTube-kanaal meer dan 700.000 abonnees (727.000 in mrt. 2023). In 2019 begonnen ze een tweede kanaal, The Petersen Family, waarop achtergrondverhalen te zien zijn. Dit kanaal heeft meer dan 25.000 abonnees (25.700 in mrt. 2023).
De meeste bandleden hebben ook een eigen YouTube-kanaal, waarop o.a. solomuziek en tutorials te zien zijn.
Verschillende van de eigen nummers van de groep en verschillende van hun covers zijn beschikbaar op Spotify and iTunes. waar The Petersens 40.515 maandelijkse luisteraars (okt. 2021).

## Discografie

### Albums
| Titel                                           | Datum             | Label         |                          |
| ----------------------------------------------- | ----------------- | ------------- | ------------------------ |
| Titel                                           | Datum             | Label         | The Petersen Family (ep) |
| Travelin’ Shoes - the Petersen Family Band (ep) |                   |               |                          |
| Finally Going Home - The Petersens              | 1 mei 2014        |               |                          |
| Shenandoah - The Petersens                      | 22 oktober 2017   | CD Baby       |                          |
| Homesick for a Country                          | 9 augustus 2019   | The Petersens |                          |
| Gentle on My Mind - The Petersens (ep)          | 1 november 2019   | CD Baby       |                          |
| The Petersens - Live Sessions, vol. 01          | 8 augustus 2020   |               |                          |
| The Petersens - Live Sessions, vol. 02          | 20 oktober 2020   |               |                          |
| Christmas with the Petersens                    | 16 november 2020  | CD Baby       |                          |
| The Petersens - Live Sessions, vol. 03          | 15 september 2021 |               |                          |
| The Petersens - Live Sessions, vol. 04          | 19 november 2021  |               |                          |
| My Ozark Mountain Home                          | 18 november 2022  |               |                          |
| We Don’t Need Anything This Year                | 10 november 2023  |               |                          |
| The Greenest Grass (ep)                         | 9 augustus 2024   |               |                          |

## Populaire YouTube-videos
| Nummer                                                  |          | Datum             | Leadzang                | YouTube-kanaal         | Views* (× 1 milj.) |
| ------------------------------------------------------- | -------- | ----------------- | ----------------------- | ---------------------- | ------------------ |
| Take Me Home, Country Roads                             | cover    | 25 mei 2020       | Katie                   | The Petersens          | 36,2               |
| Jolene                                                  | cover    | 1 juli 2019       | Ellen                   | The Petersens          | 21,7               |
| When You Say Nothing at All                             | cover    | 8 april 2020      | Katie                   | The Petersens          | 6,7                |
| Gentle On My Mind                                       | cover    | 1 november 2019   | Julianne                | The Petersens          | 4,7                |
| I Know Who Holds Tomorrow                               | cover    | 12 april 2020     | Katie                   | The Petersens          | 4,2                |
| O Come, O Come Emmanuel & Come Thou Long Expected Jesus | cover    | 19 december 2019  | Julianne                | The Petersens          | 4,0                |
| Top of the World                                        | cover    | 14 april 2021     | Katie                   | The Petersens          | 3,9                |
| Landslide                                               | cover    | 17 juli 2020      | Ellen                   | The Petersens          | 3,9                |
| You're Still the One                                    | cover    | 15 september 2020 | Ellen                   | The Petersens          | 3,5                |
| No Roots                                                | cover    | 27 november 2018  | Julianne                | The Petersens          | 3,4                |
| Carolina In My Mind                                     | cover    | 10 juli 2020      | Katie                   | The Petersens          | 3,3                |
| Fields of Gold                                          | cover    | 3 juli 2020       | Julianne                | The Petersens          | 2,8                |
| She's got you                                           | cover    | 25 juli 2017      | Ellen                   | The Petersens          | 2,8                |
| Bohemian Rhapsody                                       | cover    | 18 september 2020 | Matt                    | The Petersens          | 2,8                |
| California                                              | original | 13 november 2019  | Katie                   | The Petersens          | 2,5                |
| The Scientist                                           | cover    | 23 oktober 2020   | Julianne & Emmett       | The Petersens          | 2,4                |
| Mamma Mia                                               | cover    | 8 april 2021      | Ellen                   | The Petersens          | 2,0                |
| Psalm 91 (On Eagle's Wings)                             | cover    | 27 maart 2020     | Ellen                   | Ellen Haygood          | 1,9                |
| Dreams                                                  | cover    | 15 oktober 2021   | Julianne                | The Petersens          | 1,8                |
| Unclouded Day                                           | cover    | 25 oktober 2017   | Julianne                | BDS Productions        | 1,7                |
| Carolina In The Pines                                   | cover    | 19 april 2020     | Ellen                   | The Petersens          | 1,6                |
| Here Comes the Sun                                      | cover    | 15 juli 2022      | Julianne                | The Petersens          | 1,6                |
| Sweet Beulah Land                                       | cover    | 15 maart 2020     | Ellen                   | The Petersens          | 1,6                |
| The Fox                                                 | cover    | 22 augustus 2019  | Ellen & Ger O’Donnell   | Ger O Donnell Music    | 1,5                |
| Shenandoah                                              | cover    | 21 juli 2017      | Katie                   | The Petersens          | 1,4                |
| Wade in the Water                                       | cover    | 28 augustus 2020  | Julianne                | The Petersens          | 1,4                |
| High Sierra                                             | cover    | 25 september 2019 | Ellen                   | The Petersens          | 1,3                |
| Blue                                                    | cover    | 24 januari 2020   | Ellen                   | The Petersens          | 1,3                |
| Joy to the World                                        | cover    | 16 december 2020  | Ellen                   | The Petersens          | 1,3                |
| Amarillo by Morning                                     | cover    | 12 juni 2020      | Matt                    | The Petersens          | 1,3                |
| The Ring Song                                           | original | 25 september 2020 | Katie                   | The Petersens          | 1,2                |
| The Ballad of John & Becky                              | original | 4 juni 2018       | Ellen                   | The Ozark Music Shoppe | 1,2                |
| Far Side Banks of Jordan                                | cover    | 5 februari 2021   | Ellen                   | The Petersens          | 1,1                |
| Smoky Mountain Rain                                     | cover    | 31 juli 2020      | Matt                    | The Petersens          | 1,1                |
| The Crawdad Song                                        | cover    | 14 oktober 2022   | Katie, Ellen & Julianne | The Petersens          | 1,1                |
| I Feel the Blues Moving In                              | cover    | 26 juni 2020      | Emmett                  | The Petersens          | 1,0                |
| Tulsa Time                                              | cover    | 17 september 2021 | Ellen, Katie & Julianne | The Petersens          | 1,0                |
| Swallowtail Jig                                         | cover    | 6 november 2020   |                         | The Petersens          | 1,0                |